# Micropentila
Micropentila là một chi bướm ngày thuộc họ Lycaenidae.